# Pädagogische Universität Shandong

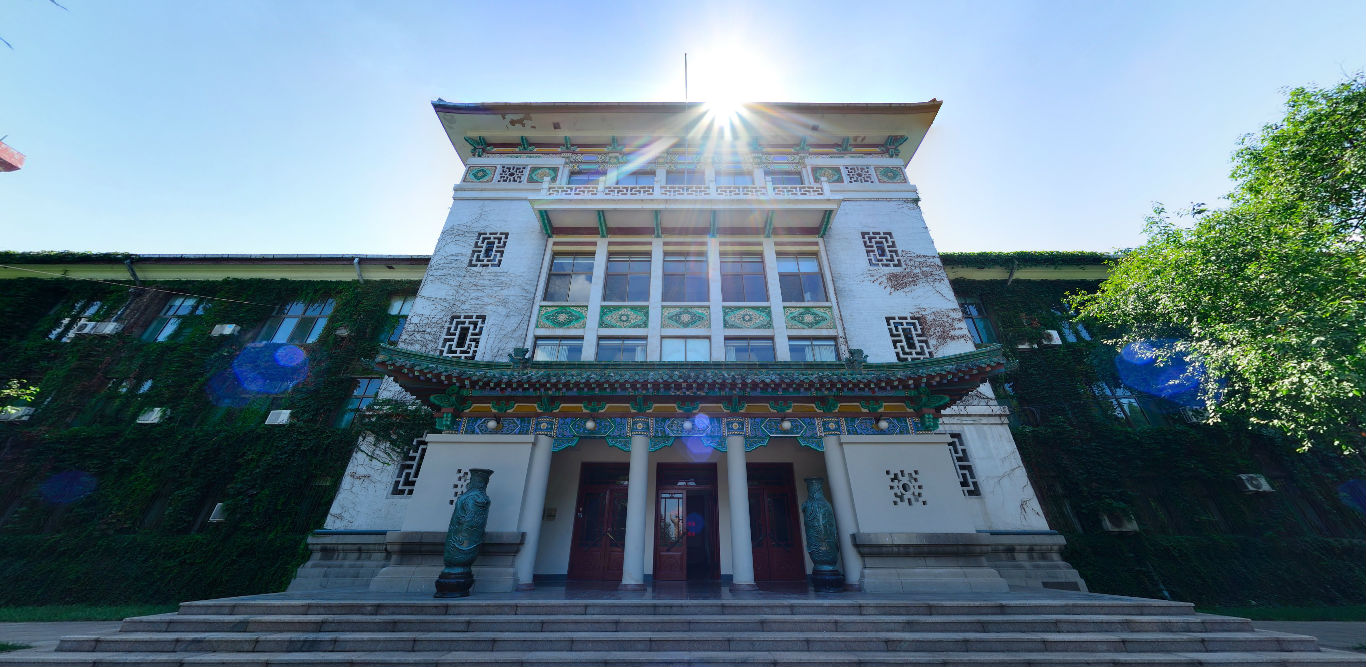
Pädagogische Universität Shandong

Die Pädagogische Universität Shandong (chinesisch 山东师范大学, Pinyin Shāndōng Shīfàn Dàxué, englisch Shandong Normal University, kurz Shanshi 山师) ist eine Universität in Jinan, der Provinzhauptstadt von Shandong. Die Universität wurde 1950 kurz nach Ausrufung der Volksrepublik gegründet. Sie hat ihren Schwerpunkt in den Geisteswissenschaften und der pädagogischen Lehrerausbildung.